# Papa Moll
Papa Moll est une bande dessinée suisse dessinée par Edith Oppenheim-Jonas sur commande de Pro Juventute et publiée pour la première fois en 1952. 

## Description
Cette bande dessinée est conçue comme une alternative aux bande-dessinées étrangères. Le personnage Papa Moll est représenté par cinq cheveux sur son crâne, une petite moustache, des yeux ronds et souriant et caricature un petit bourgeois de Baden. Très maladroit, il est sans arrêt chahuté par Mama Moll et par ses trois enfants Willy, Fritz et Evi.
Edith Oppenheim-Jonas dit s'inspirer de sa propre famille pour concevoir la bande dessinée.
La commune de Bad Zurzach utilise le personnage de Papa Moll pour promouvoir le tourisme.

## Publication
Elle est publiée tout d'abord dans le magazine pour enfants Junior. À partir de 1975, Papa Moll est publié en éditions cartonnées par les éditions Globi à Zurich. En 2012 il y avait 24 bandes dessinées classiques de Papa-Moll.

## Au cinéma
En 2016, les aventures de Papa Moll et de sa famille sont portées à l'écran dans un film homonyme : Papa Moll.